# Countertenor
Countertenor (giọng phản nam) là một loại giọng của nam, có tính chất cao và thanh, hát nốt cao như một người có giọng Nữ cao
Countertenor đã được sử dụng rất nhiều trong thời kỳ Phục hưng và Baroque thời gian khi phụ nữ không được phép hát trong dàn đồng ca nhà thờ. Họ không có tiếng nói đầy kịch tính lớn như castrato, vì vậy họ đã không thường được sử dụng trong opera.
Trong thế kỷ 20, một countertenor người Anh là Alfred Deller trở nên rất nổi tiếng. Ông đã hát nhiều bài hát từ thời kỳ Baroque đã được viết cho giọng countertenor (ví dụ như bài hát của Henry Purcell đã hát).
Ngày nay, có rất nhiều quan tâm nữa trong việc sử dụng loại giọng nói để thực hiện âm nhạc đầu như Renaissance và Baroque âm nhạc.
Countertenor được biết nhiều trong các vở opera ở Tây phương.